# 第2號交響曲 (柴可夫斯基)
柴可夫斯基的C小調第2號交響曲（Op.17; TH 25; ČW 22）創作於1872年7月至10月期間。这是一部欢乐的交响曲，也是他早期交響作品中較著名的一部。这部交响曲首演时就获得了成功，也赢得了强力集团的青睐。因为这部作品使用了三首乌克兰民歌，而烏克蘭當時常被叫作「小俄羅斯」（羅馬化：Malorossiyskaya），所以作曲家的朋友、俄国音樂評論家尼古拉·卡希金為這首交響曲起了「小俄羅斯」的名字。
尽管取得了最初的成功，柴可夫斯基对这部交响曲并不满意。他在1879至1880年间修改了对这部作品，大幅改写了第一乐章，并缩短了终乐章。今天通常演奏的即是这一版本，但是也有人支持原版（包括作曲家的朋友谢尔盖·塔涅耶夫）。:259-260

## 概况
与强力集团相比，柴可夫斯基可能不是一个民族主義作曲家，但他一生都保有对俄罗斯民歌和东正教圣歌的热爱。:17

### 创作
1872年夏，柴可夫斯基來到烏克蘭的卡缅卡（或按烏克蘭語譯：卡姆揚卡）度假——這是他的妹妹亚历山德拉·达维多娃家居住的地方，第二交响曲主要在这写成。
达维多娃一家成为了柴可夫斯基最喜爱的处所。亚历山德拉甚至撺掇柴可夫斯基把卡缅卡当成第二个家。对这个庄园的喜爱之情使他在写交响乐时使用了当地的歌曲。在致其弟莫德斯特信中，他不无开玩笑地表示，终曲真正的功劳应该归于“这部作品的真正作者——彼得·格拉西莫维奇”。格拉西莫维奇是达维多夫家的老管家，据说，本作品创作期间，他向柴可夫斯基演唱了民歌鶴，啟發柴氏將之入作。

### 卡玛林斯卡亚的影响
柴可夫斯基早期也有使用民谣，如风暴序曲（Op.71）和圣彼得堡时期的早期作品。但现在，他想把民谣用作有效的交响曲材料。这方面，柴可夫斯基受了格林卡《卡玛林斯卡亚》的很大影响。柴可夫斯基坚信，《卡马林斯卡亚》是整个俄罗斯交响乐流派的核心，正如他在1888年6月27日的日记中所写的：
《卡马林斯卡亚》表現了同樣（不次於《伊凡·蘇薩寧》）的非凡的天才。此公絲毫未打算寫什麼超越消滅小品任務的東西，他給了我們一件小型作品，其中每一小節都顯示了強大的功力。從那時起過去了將近五十年，俄羅斯交響樂作品寫出了許多，可以說有了一個真正的俄羅斯交響樂派，又怎樣呢？就像整棵橡树的存在一样，整個俄羅斯交響樂派都在《卡马林斯卡亚》之中。

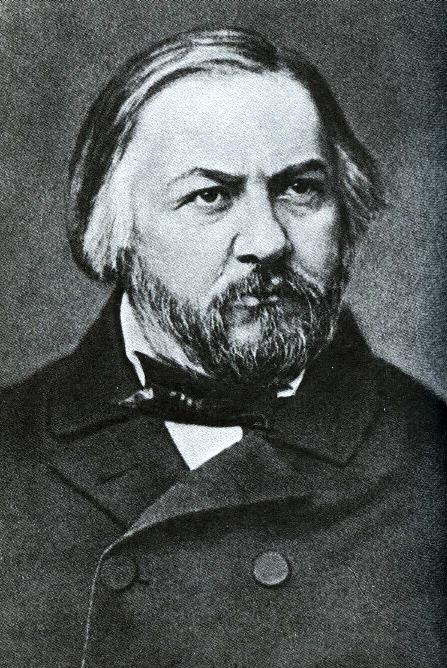
格林卡

在《卡玛林斯卡亚》中，格林卡采用了民歌的原则，让音乐结构围绕不变的主题材料展开，:423-424他对围绕这些歌曲的背景材料的变奏——音色、和声配置、对位——使歌曲不仅仅是歌曲本身，这样，他保留了舞蹈的原始特征的同时，用管弦乐处理的创造性变奏来补充。:28
一般来说，西方音乐中的主题相互作用，对比，变化，从而发展为一个有机的作品。随着对话越来越复杂，张力不断增强，最终推向一个高潮的解决。《卡马林斯卡亚》并没有遵循这种模式——它也不可能，第二首民歌的固定低音旋律使得任何动机的发展都会扭曲作品的性格。:28尽管背景不断变化，音乐却是一直在重复，而由于缺乏主题的发展，音乐止步不前。这不是《卡马林斯卡亚》独有的问题，俄罗斯音乐（尤其是俄罗斯民间音乐），顽固地抗拒着西方的原则——这些柴可夫斯基在圣彼得堡学到的原则。:423-424这可能是为什么他的老师鲁宾斯坦认为，除非用于民间色彩的音乐，民歌不是可行的音乐材料。
但《卡马林斯卡亚》给柴可夫斯基提供了一个可行的例子——民歌在交响乐结构中，使用各种和声与对位的组合。它还提供了一个蓝图，说明这种结构如何发挥作用，同时避免潜在的惰性或过度重复。与格林卡或穆索尔斯基相比，由于他的作曲训练，柴可夫斯基可以在更大的时间范围内更扎实地构建第二號交響曲的终曲。:269然而，如果没有《卡玛琳斯卡亚》，柴可夫斯基就没有构建这个终曲的根基。:267

### 最初的成功
1873年1月7日，在里姆斯基-科萨科夫的家中，柴可夫斯基演奏了终曲。他在给莫德斯特的信中这样写道：“整个在场的人差点没欢天喜地地把我撕成碎片——里姆斯卡娅-科萨科娃夫人含着眼泪恳求我让她改编成四手联弹。”:255
1873年2月7日（儒略历1月26日），整部作品的首演在莫斯科进行，由尼古拉·魯賓斯坦指挥。在次日向音乐批评家斯塔索夫的信中，柴可夫斯基说这部作品“获得了巨大成功，以至于鲁宾斯坦想再次演奏它以应公众的要求。”:256此外，柴可夫斯基曾寫信向父親表示：「我真高興這個作品成功了，也獲得了不錯的報酬。」
接下来几次表演也获得了成功，评论界的反应与公众的一样热烈。斯塔索夫认为，“在色彩、结构和幽默方面”，这部作品是整个俄罗斯学派一部最重要的创作之一。赫尔曼·拉罗什专门从圣彼得堡赶来参加音乐会，他在2月1日的《莫斯科报》上写道："我很久没有遇到过主题思想发展如此有力，对比度如此强烈的一部艺术上周全的作品。
3月7日，爱德华·纳普拉夫尼克指挥了圣彼得堡的首演。策扎尔·居伊对这部作品作出了负面评价，但圣彼得堡的观众积极接受了它。

### 改编
但是，这部作品的作者对它不满意。在给斯塔索夫的关于首演的信中，柴可夫斯基写道：“说实话，我对前三个乐章不是很满意，但仙鹤（末乐章）本身的表现并不差……我想对管弦乐的细节做一些改动。”:256尽管如此，柴可夫斯基还是说服了出版商贝塞尔出版该乐谱。贝塞尔出版了钢琴二重奏编曲（柴可夫斯基改编，里姆斯卡娅-科萨科娃夫人因病放弃），但迟迟没有出版总谱。
1879年，柴可夫斯基要求归还手稿，之后开始修改，而彼時其交響曲已经完成。1880年1月2日，他向贝塞尔报告进度，说他在三天之内，重写了第一乐章，只保留了前奏和尾声；其余乐章也进行了缩短或改写:256。1月16日，他给谢尔盖·塔涅耶夫写信：“（第一乐章）已经写出来了，压缩了，短了，而且不难。原来的第一乐章简直是不可理喻，天！多么困难，多么嘈杂，多么杂乱，多么糊涂！”1881年2月12日，修订版在圣彼得堡首演，由爱德华·纳普拉夫尼克指挥。
修改後的版本於1880年付梓，現時流傳的演奏版本都是以此為基礎，原版本雖然亦有出版，但目前已甚少演奏。

## 配器
| 木管乐器： - 短笛 - 2 長笛 - 2 雙簧管 - 2 單簧管 - 2 低音管 | 銅管乐器： - 4 圆号 - 2 小號 - 3 長號 - 大管 | 打击乐器： - 定音鼓 - 鈸（仅第四樂章） - 大鼓（仅第四樂章） - 鑼（仅第四樂章） | 弦乐器： - 第一小提琴 - 第二小提琴 - 中提琴 - 大提琴 - 低音提琴 |

《管弦樂作品手冊》簡記為“*3 2 2 2—4 2 3 1—tmp+2—str”。

## 結構
本作品共分为4个乐章。1879年修改版一般需要演奏30至35分钟，其各乐章如下：
1. Andante sostenuto — Allegro vivo 持續的行板——活潑的快板（C小调，368小节）
2. Andantino marziale, quasi Moderato 近似中板，雄壯的小行板（E♭大调，179小节）
3. Scherzo - Allegro molto vivace 諧謔曲：甚為活潑的快板（C小调，482小节）
4. Finale - Moderato assai — Allegro vivo 終曲：稍快的中板——活潑的快板（C大调，847小节）

1872年原版约长于修改版5分钟：
1. Andante sostenuto — Allegro commodo 持續的行板——自在的快板（C小调，486小节）
2. Andantino marziale, quasi Moderato 近似中板，雄壯的小行板（E♭大调，179小节）
3. Scherzo - Allegro molto vivace 諧謔曲：甚為活潑的快板（C小调，481小节）
4. Finale - Moderato assai — Allegro vivo 終曲：稍快的中板——活潑的快板（C大调，993小节）

### 第一乐章
持續的行板，C小调，拍子。此樂章使用了烏克蘭版本的顺着伏尔加母亲河而下，这首歌描述了船伕們對「母親河」的讚頌。
第一樂章為奏鳴曲式架構，由緩慢樂段展開（此手法在之後的其餘交響曲中被沿用），圆号独奏顺着伏尔加母亲河而下，为这个乐章奠定了气氛。这首歌在发展部再次出现，乐章结尾又由圆号奏响。
第二主题使用的旋律颇为有力，而这段旋律后来也被尼古拉·里姆斯基-科萨科夫在他的《俄罗斯复活节序曲》中使用。呈示部结束在相对大调E♭大调上，并直接引入发展部，其中听到了两个主题的材料。一个长长的持续音又引回了第二主题。第一主题没有像传统那样在再现部完整地重复，而只在尾声部分出现。

### 第二樂章
近似中板，雄壯的小行板，E♭大调，拍子。这个乐章原本是柴可夫斯基为他未发表的歌剧《溫蒂妮》写的新娘进行曲。結構為三段體，中段引用了烏克蘭民謠旋轉吧，我的紡車。

### 第三樂章
諧謔曲：甚為活潑的快板，C小调，
 拍。采用返始回旋曲和三声中部的形式，有一个尾声。这个乐章奔腾不息，比如不同聲部輪奏長音製造的風琴般的效果。此外，本樂章堪稱繽紛的木管樂器使用，是相較於第一交響曲的一大進步。

### 第四樂章
終曲：稍快的中板，C大調，
 拍。這個樂章是一首變奏曲，在小号一个简短而豪爽的开场之后，柴可夫斯基引用了烏克蘭民歌鶴，管弦乐队据此进行了愈加复杂和多彩的变奏。弦乐奏出抒情的A♭大调主题，与之进行对比。第一和第二主题都在在发展部使用。再现部之后，交响曲以一个多彩活泼的尾声结束。

## 評價
臺灣樂評人吳毓庭：「總地來說，這部作品流露出了柴可夫斯基對自己民族音樂的熟稔與熱愛，貼近大眾的走向也讓他與當時的大環境更為契合。」 值得一提的是，柴氏在交響曲中卻沒有繼續這個路線，而是開始了對西歐音樂脈絡的探勘與致意。

## 外部連結
- 柴可夫斯基第2號交響曲：国际乐谱典藏计划上的乐谱
- Tchaikovsky Research：第二號交響曲 （页面存档备份，存于）